# Oskar Kokstein
Oskar Kokstein (* 24. November 1860 in Warasdin, Königreich Kroatien und Slawonien; † 1. März 1943 in Wien) war ein österreichisch-ungarischer Beamter und Hofrat.

## Leben
Am 11. Mai 1882 erfolgte der Eintritt in den Staatsdienst mit Tätigkeit im Finanzdienst an zahlreichen Orten, u. a. in Prag, Czernowitz und Ostrau. Am 20. Jänner 1900 erfolgte die Verleihung des Titels und Charakters eines Hofrates. Am 2. Februar 1910 wurde er zum Finanzlandesdirektor und Vizepräsidenten der Finanzlandesdirektion für Österreich unter der Enns ernannt.
Ab 13. November 1916 war er Leiter des Amtes für Volksernährung (auch k.k. Ernährungsamt), das vom cisleithanischen Ministerium Stürgkh als Sektion des Innenministeriums gegründet wurde und vom Ministerium Koerber II Kabinettsrang erhielt. Es handelte sich um Zeiten des Mangels, in denen behördliche Wirtschaftslenkung erforderlich wurde, um vor allem für die ärmeren Bevölkerungsschichten, die nicht genug Geld für den Schwarzmarkt hatten, Hungersnöte zu vermeiden. Am 18. Jänner 1917 kehrte er auf den vorgenannten Posten in der der Finanzlandesdirektion zurück, sein Nachfolger im Amt für Volksernährung wurde der Generalmajor Anton Höfer, der am 5. Jänner 1917 im Ministerium Clam-Martinic zum Minister ohne Portefeuille ernannt wurde.
Kokstein wurde nach Kriegsende Präsident der Finanzlandesdirektion für Niederösterreich. Am 31. März 1920 wurde er nach öffentlichem Streit mit dem Staatssekretär für Finanzen, Richard Reisch, pensioniert. Am 14. Mai 1921 kam es zur vorübergehende Aufhebung der Pensionierung und am 30. Juni 1921 zur endgültigen Versetzung in den dauernden Ruhestand.
Der befreundete Schriftsteller Rudolf Brunngraber widmete Oskar Kokstein seinen Roman Karl und das 20. Jahrhundert.